# Ocotea victorinii
Ocotea victorinii är en lagerväxtart som beskrevs av Roig & Acuna. Ocotea victorinii ingår i släktet Ocotea och familjen lagerväxter. Inga underarter finns listade i Catalogue of Life.